# Roberta Williams

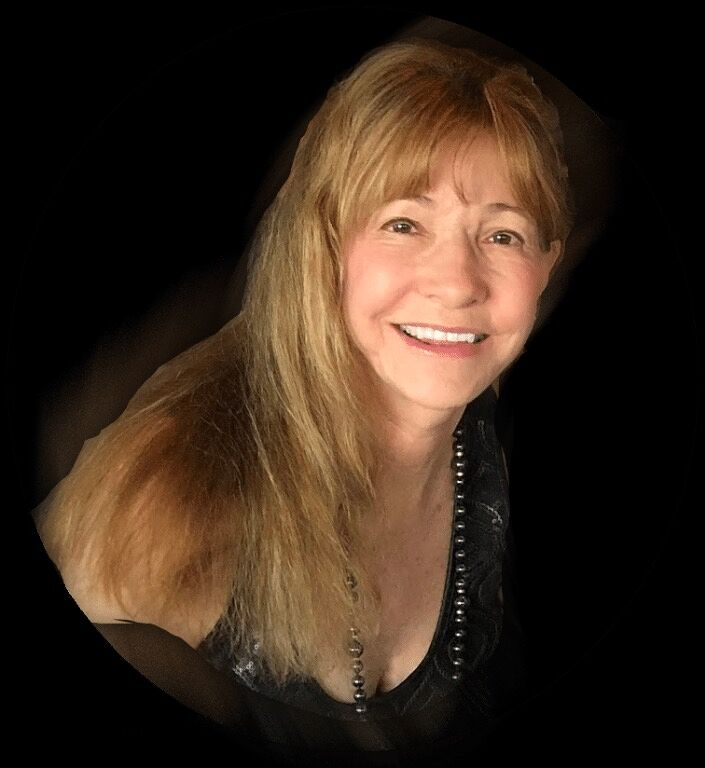
Roberta Williams (2022)

Roberta Lynn Williams (* 16. Februar 1953 in Los Angeles als Roberta Lynn Heuer) ist eine amerikanische Computerspieleentwicklerin. Zusammen mit ihrem Ehemann Ken Williams und als Mitgründerin von Sierra On-Line gehörte sie zu den Pionieren der kommerziellen Spieleentwicklung in den 1980er- und frühen 1990er-Jahren. Als Game Designerin entwickelte sie unter anderem das erste Grafikadventure Mystery House, die erfolgreiche Adventure-Spielreihe King’s Quest und den interaktiven Film Phantasmagoria. Wegen des langanhaltenden Erfolgs und Einflusses ihrer Werke wird sie bisweilen auch als die „Königin der Grafikadventure“ bezeichnet.

## Leben

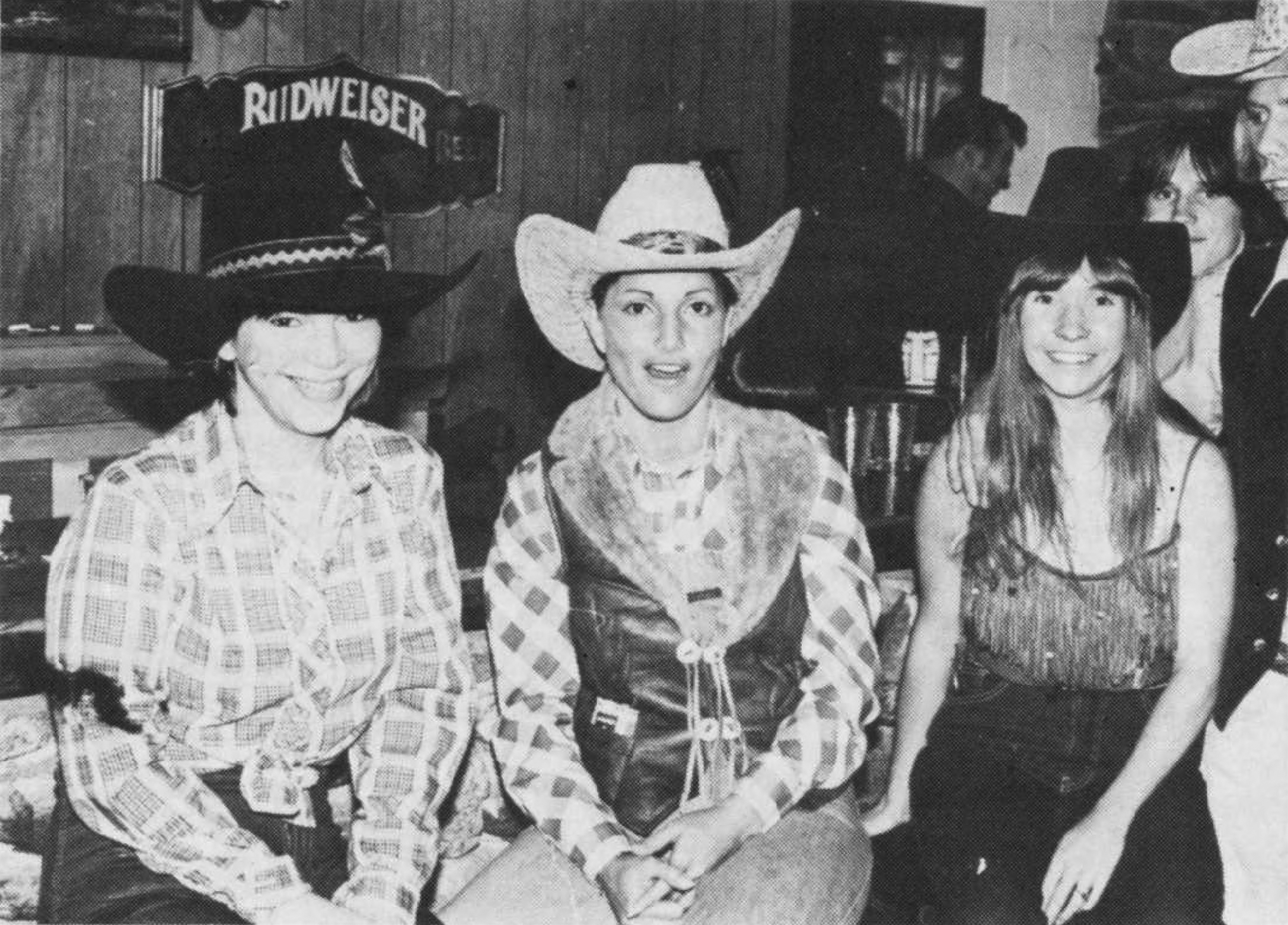
Roberta Williams (rechts) auf einer Firmenfeier 1981

Roberta wurde 1953 als Tochter des Landwirtschaftskontrolleurs John Heuer und dessen Frau Nova in Los Angeles geboren. Sie wuchs zusammen mit ihrem jüngeren Bruder James (* 1954) in La Verne im Süden Kaliforniens auf. 1970 lernte sie an der John H. Francis Polytechnic High School in Sun Valley den ein Jahr jüngeren Ken Williams kennen. Die beiden heirateten am 4. November 1972, nur kurz nach Kens 18. Geburtstag. 1973 brachte sie ihren Sohn D. J. zur Welt, 1979 ihren zweiten Sohn Chris.
In den Anfangsjahren der Ehe zunächst Hausfrau, entdeckte Roberta das Textadventure Colossal Cave für sich, das in ihr eine anhaltende Begeisterung für Computerspiele weckte. Sie animierte ihren Mann dazu, mit ihr ein Spiel zu entwickeln, das neben dem Beschreibungstext auch Grafiken beinhaltet. Daraus entstand das erste Grafikadventure Mystery House, das sie 1980 für den Apple II veröffentlichten. Text und Grafikideen stammten dabei von Roberta, während Ken die Programmierung übernahm. Gemeinsam gründeten sie dafür die Firma On-Line Systems, die später unter dem Namen Sierra On-Line bekannt wurde und die sie zu einem international agierenden, ab 1989 an der NASDAQ notierten Publisher ausbauten. Das Unternehmen wurde zu einer treibenden Kraft für die Weiterentwicklung der Computerspiele. Sierra feierte große Erfolge im Markt der Heimcomputer-Spiele und im Genre der Grafikadventures. Robertas Tätigkeitsbereiche umfassten das Spieldesign, die Spieleproduktion und das Sounddesign.
Auf die mit Mystery House begonnene, siebenteilige Reihe Hi-Res Adventures (u. a. Time Zone) folgte ab 1984 ihre sehr erfolgreiche King’s-Quest-Reihe. Weitere Titel waren unter anderem die zweiteilige Laura-Bow-Reihe (The Colonel’s Bequest, Der Dolch des Amon Ra). 1996 nahm Williams ein Sabbatical. Sierra veröffentlichte in dieser Zeit eine nach ihr benannte Anthologie, die 15 ihrer wichtigsten Titel seit 1980 beinhaltete. Ebenfalls 1996 verkauften die Williams Sierra an CUC International. Anders als erwartet verloren sie zunehmend die Kontrolle über das von ihnen gegründete Unternehmen. Ken verließ CUC daher 1997, während Roberta bis zur Fertigstellung von King’s Quest 8: Maske der Ewigkeit im Unternehmen blieb. Da ihr die kreative Kontrolle weitgehend verwehrt blieb, entsprach das Spiel nicht ihren persönlichen Vorstellungen. Unter anderem versuchten die Entscheider das Spielprinzip durch die Einbindung von Rollenspiel-Elementen zu erweitern und dadurch an Erfolgstitel wie Diablo anzunähern. Roberta Williams verließ Sierra daher ebenfalls und zog sich 1999 mit ihrem Ehemann weitgehend aus der Spieleentwicklung zurück. Unabhängig davon verlor das von ihr mitgeprägte Adventure-Genre im Gesamtspielemarkt zunehmend an Bedeutung.
2014 erschien Odd Manor, ein Casual Game für die Plattform Facebook, bei dem Williams einige Beiträge zum Designkonzept leistete.
2020 schrieb Williams das Buch Farewell to Tara, eine fiktive Geschichte einer irischen Immigrantenfamilie um 1800.
Im März 2022 kündigten Roberta Williams und ihr Mann an, noch im selben Jahr ein auf dem genreprägenden Textadventure Adventure basierendes 3D-Adventure veröffentlichen zu wollen. Colossal Cave erschien im Januar 2023.

## Bedeutung
In den 1980er- und 1990er-Jahren gehörte Roberta Williams zu den bekanntesten Entwicklern im Bereich der Grafikadventures. Williams’ Beitrag zur Computerspielebranche wurde teilweise im Buch Hackers: Heroes of the Computer Revolution verzeichnet.
1996 listete das US-amerikanische Online-Spielemagazin GameSpot Williams auf Platz 10 der 15 einflussreichsten Spieleentwickler. 2002 wurde sie vom US-amerikanischen Online-Spielemagazin GameSpy zu den 30 bedeutendsten Spieleentwicklern aller Zeiten gezählt. 2009 wurden Roberta und Ken Williams vom US-amerikanischen Online-Spielemagazin IGN gemeinsam zu den 100 bedeutendsten Spieleentwicklern aller Zeiten gezählt. Das Ehepaar Williams wurde bei den Game Awards 2014 in Las Vegas für ihr Lebenswerk ausgezeichnet. 2020 erhielt sie bei den Game Developers Choice Awards den Pioneer Award für ihre einflussreichen Arbeiten im Bereich der grafischen Adventurespiele, mit denen sie die Spieleindustrie sowohl auf technischer wie auch erzählerische Ebene grundlegend vorangebracht habe.
Sie selbst bezeichnete 2006 in einem Interview Phantasmagoria als ihren persönlich größten Erfolg als Designerin.

## Spiele
- Mystery House (1980)
- Wizard and the Princess (1980)
- Mission Asteroid (1981)
- The Dark Crystal (1982)
- Time Zone (1982)

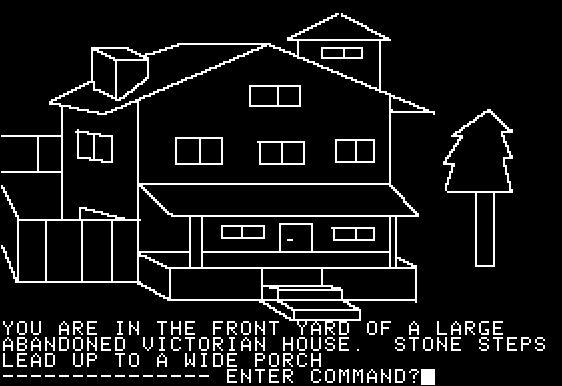
Screenshot von Mystery House

- King’s Quest I: Quest for the Crown (1984)
- Mickey’s Space Adventure (1984)
- King’s Quest II: Romancing the Throne (1985)
- King’s Quest III: To Heir Is Human (1986)
- King’s Quest IV: The Perils of Rosella (1988)
- Mixed-Up Mother Goose (1987)
- The Colonel’s Bequest: A Laura Bow Mystery (1989)
- King’s Quest V: Absence Makes the Heart Go Yonder! (1990)
- King’s Quest 1: Quest for the Crown (Remake) (1990)
- Mixed-Up Mother Goose Multimedia (1990)
- Der Dolch des Amon Ra (1992)
- King’s Quest VI: Heir Today, Gone Tomorrow (1992)
- King’s Quest VII: Die prinzlose Braut (1994)
- Mixed-Up Mother Goose Deluxe (1994)
- Phantasmagoria (1995)
- Shivers (1995)
- King’s Quest 8: Maske der Ewigkeit (1998)
- Colossal Cave (2023)